# Saints Peter and Paul Church (Pickering)

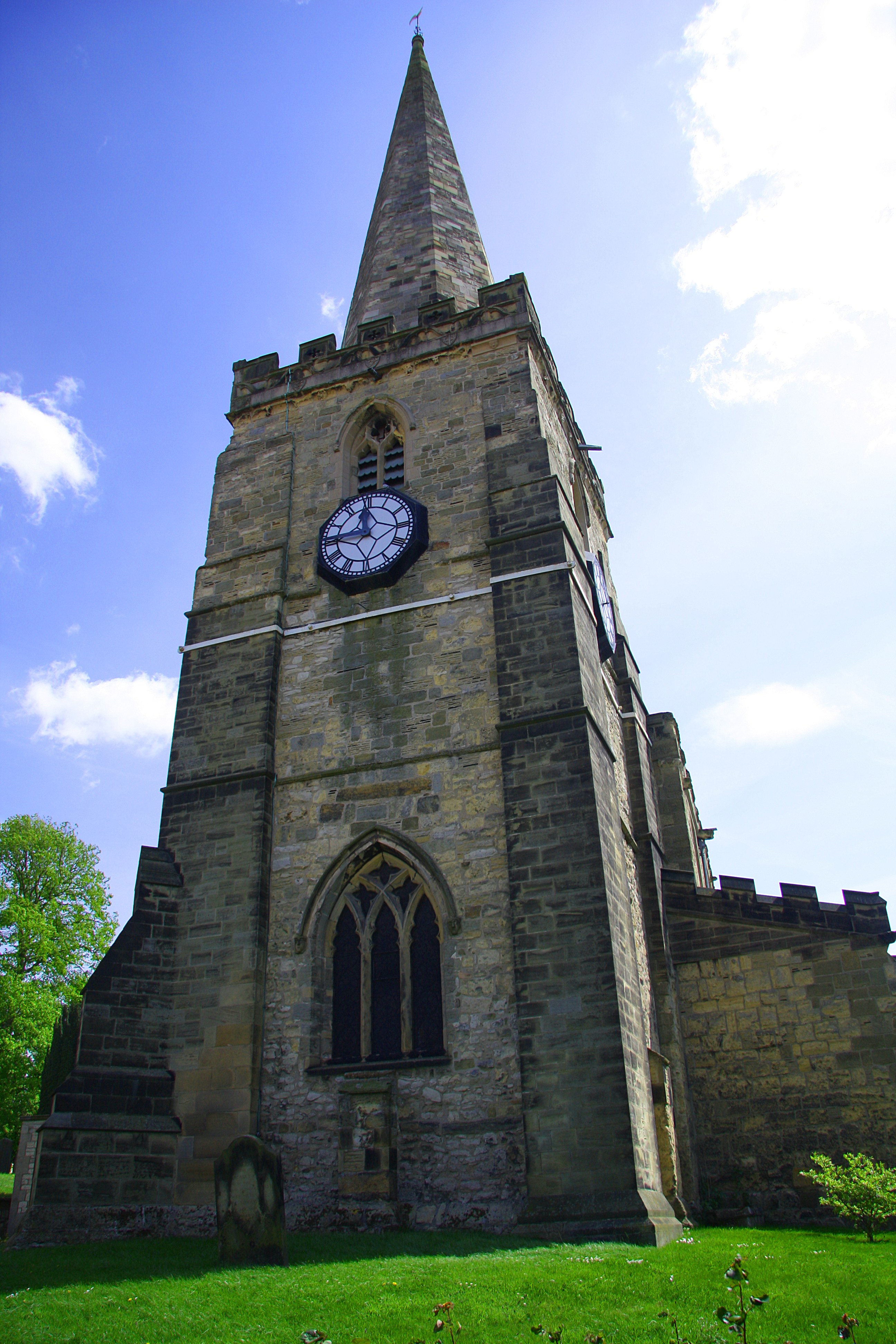
Kirche und Turm von Westen

Die St Peter and St Paul’s Church ist eine Kirche in Pickering  in der Grafschaft North Yorkshire in der Region Yorkshire and the Humber in England. Die Kirche zählt zu den Bauwerken von außerordentlicher Bedeutung mit dem Status Grade I der amtlichen Denkmalliste des Vereinigten Königreichs.

## Lage
Die Kirche liegt auf einem Hügel über dem Ortszentrum von Pickering und ist von einem Friedhof mit stattlichem Baumbestand umgeben.

## Der Kirchenbau und seine Geschichte
Die erste an dieser Stelle errichtete Kirche stammt wahrscheinlich aus der angelsächsischen Zeit. Von ihr ist der Taufstein und ein Kreuzschaft in der Kirche erhalten.
Die heutige Kirche wurde ab 1140 erbaut und erfuhr in den nachfolgenden Jahrhunderten viele Veränderungen: so 1150 den Bau des nördlichen und 1190 den Bau den südlichen Seitenschiffs. Um 1200 stürzte der Turm ein. Dieser stand bisher in der Mitte der Kirche und wurde nun auf die Westseite verlegt. Die Turmspitze kam später hinzu. Der Chor wurde um 1300 vergrößert to accommodate the increasingly elaborate church services of the time. Dadurch entstand die ungewöhnliche Situation, dass der Chor breiter als das Schiff ist. Neben dem Chor befinden sich zwei Seitenkapellen. Die nördliche wurde 1337 erbaut und enthält ein Bild von Sir William Bruce, das aber an die Chorstufen verlegt wurden um der aktuellen Orgel Platz zu machen. Die südliche Seitenkapelle wurde 1407 erbaut. Dort finden sich zwei Gemälde: von Sir David und Dame Margery Roucliffe. Die letzte große Änderung erfuhr die Kirche im 15. Jahrhundert. Dabei wurden die Wände des Kirchenschiffs erhöht und die Fenster im Obergaden hinzugefügt.

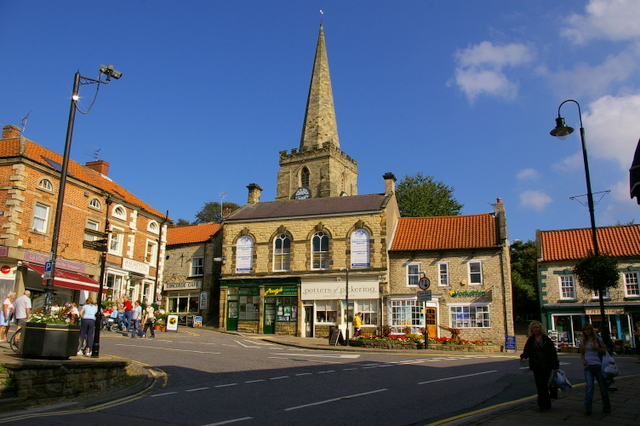
Kirchturm über dem Ortszentrum
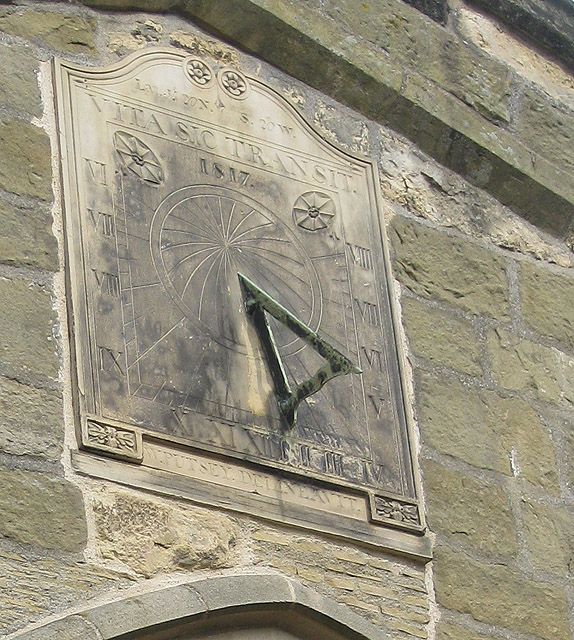
Sonnenuhr
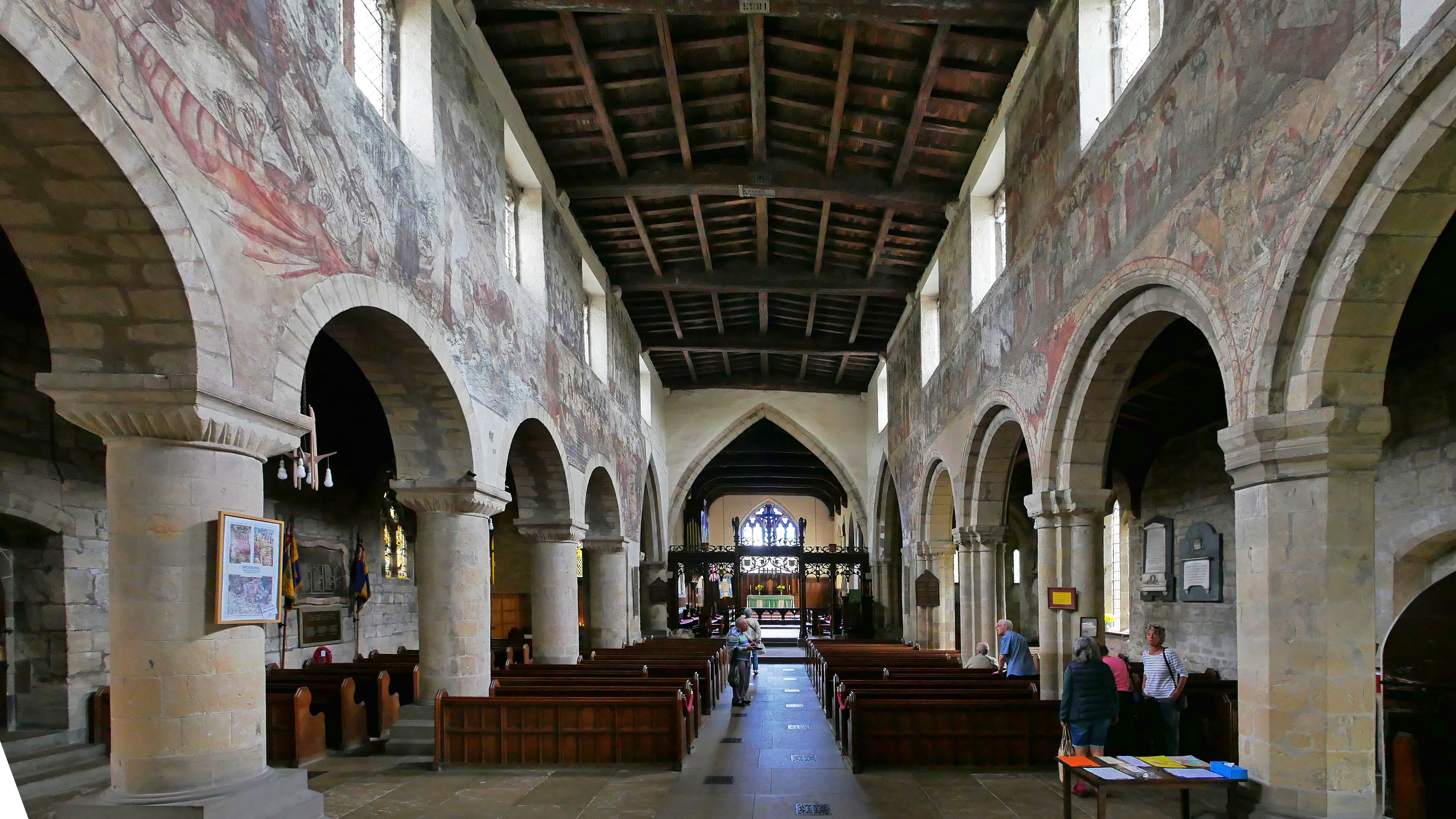
Kircheninneres
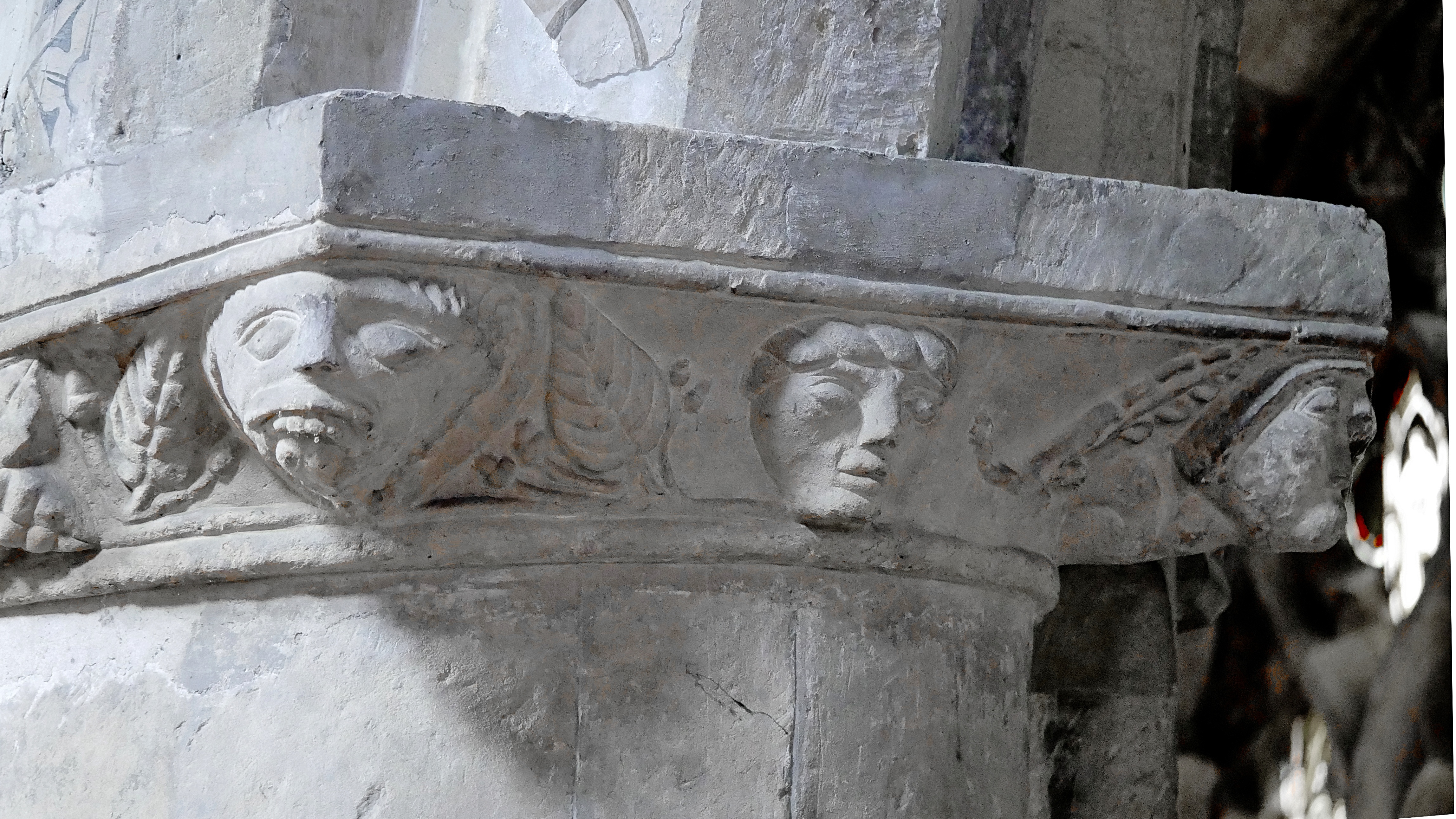
Kapitell
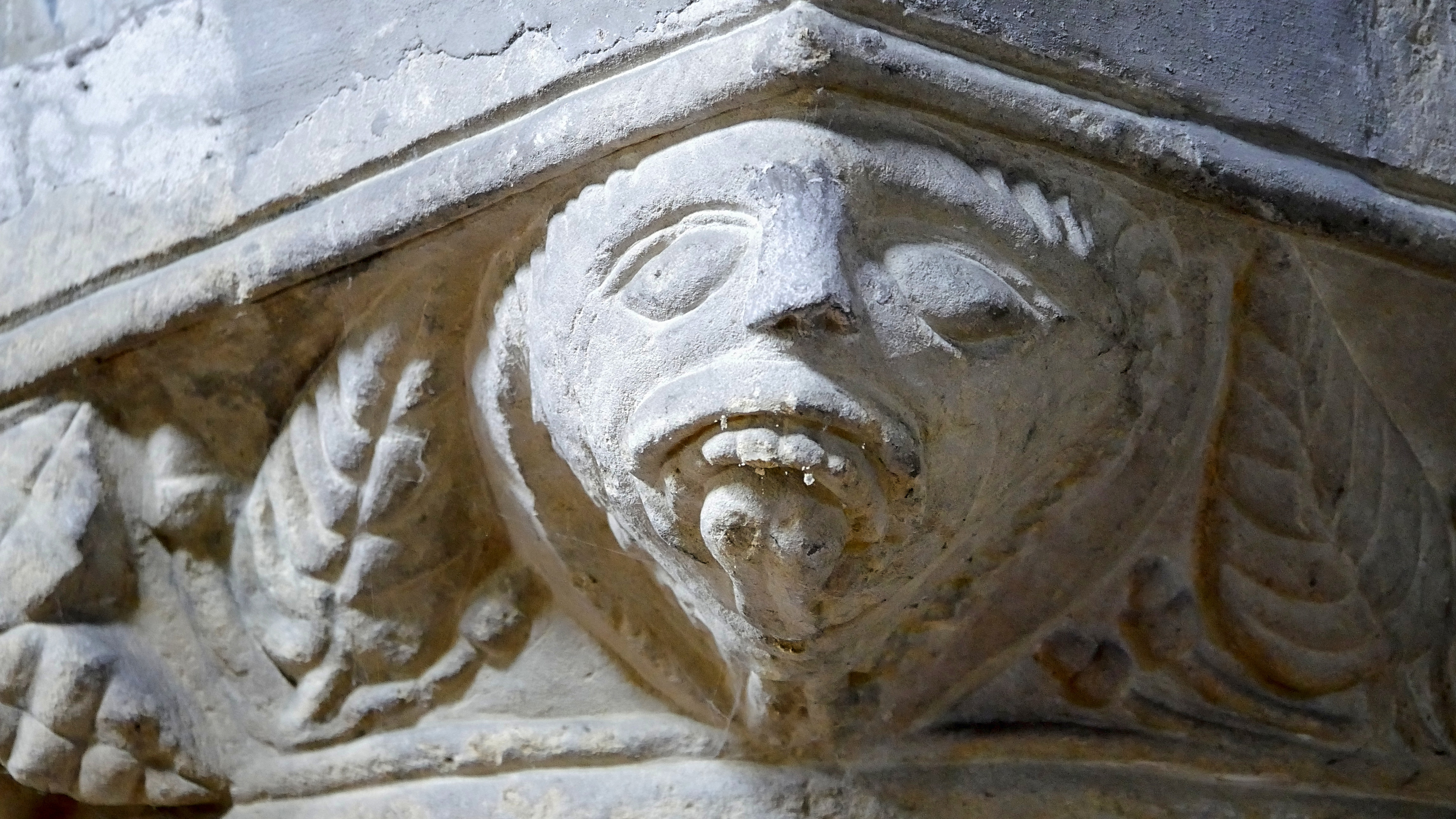
Kapitell green man
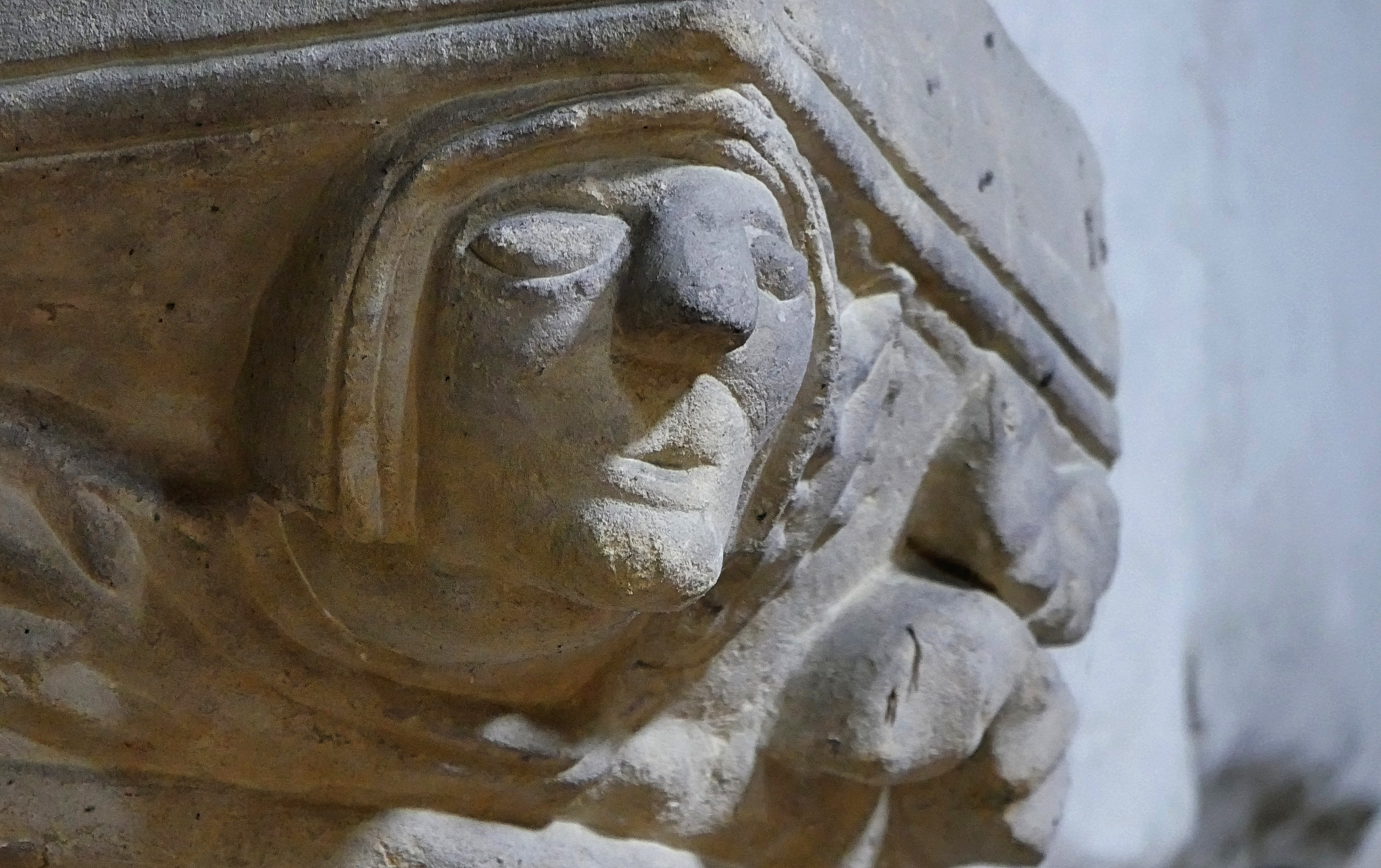
Kapitell

## Wandmalereien
Die größte Sehenswürdigkeit der Kirche Pickering sind die Wandmalereien im Kirchenschiff. Diese folgen dem mittelalterlichen liturgischen Kalender. Man geht davon aus, dass die Bilder 1450 in Auftrag gegeben wurden. Sie bedecken einen großen Teil der Wände des Hauptschiffs und zeigen Szenen aus dem Leben von Heiligen, sieben Werke der Barmherzigkeit, die Passion, Tod und Auferstehung Christi zusammen mit dem Höllenrachen.
Die Bilder wurden zur Zeit der Reformation übermalt und kamen 1852 durch einen Unfall bei dem Putz von der Wand fiel wieder zum Vorschein. Obwohl der diensthabende Vikar, everend F. Ponsonby die Fresken ursprünglich aufdecken ließ, gefielen sie ihm nicht und er bestand zum Ärger des Erzbischofs von York darauf, dass sie wieder übermalt werden müssen. Ein neuer Vikar, Reverend GH Lightfoot, ließ die Übermalung 1876 wieder entfernen und die Malereien restaurieren.

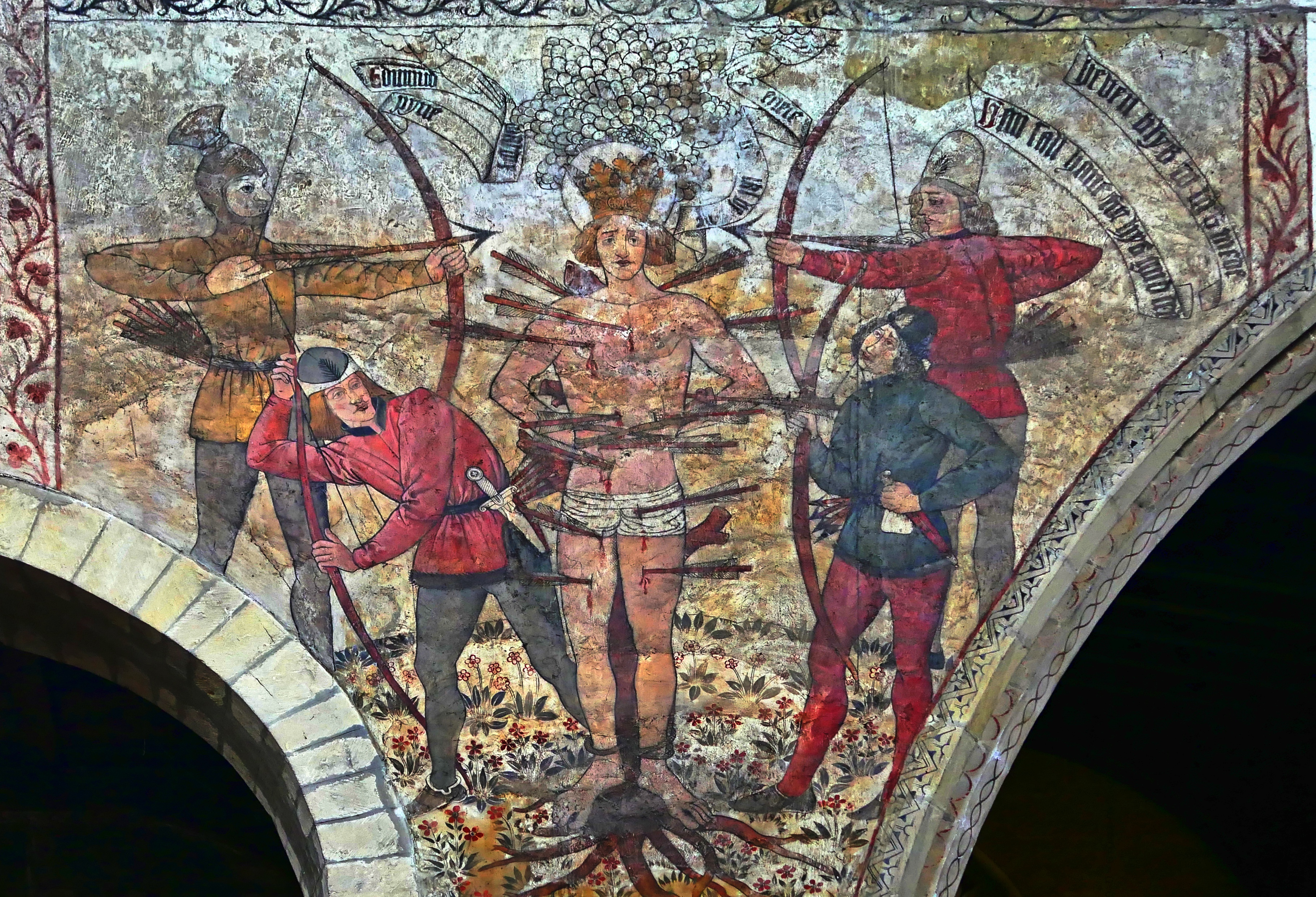
Marthyrium von St. Edmund
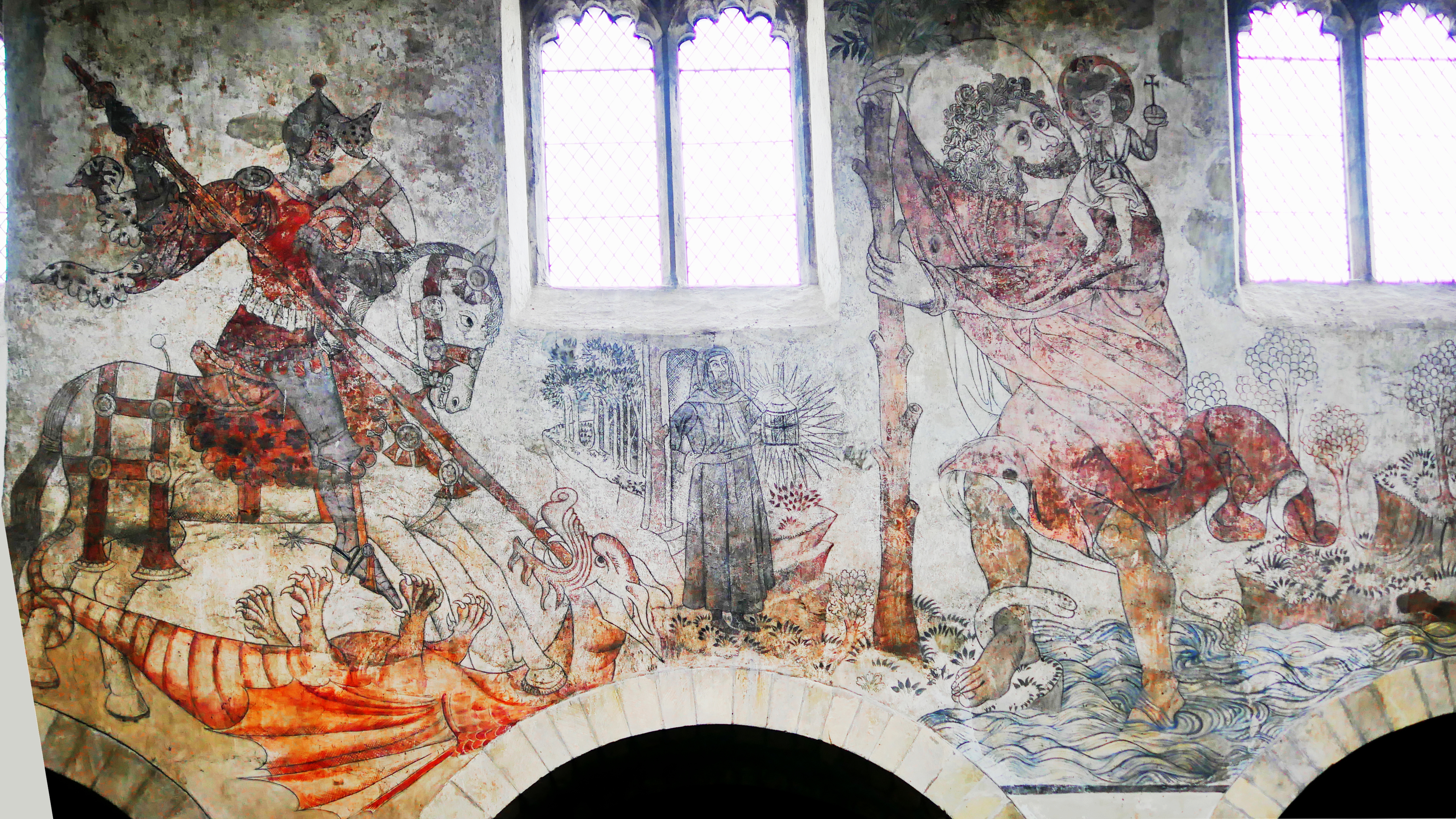
St. Georg und St. Christophorus
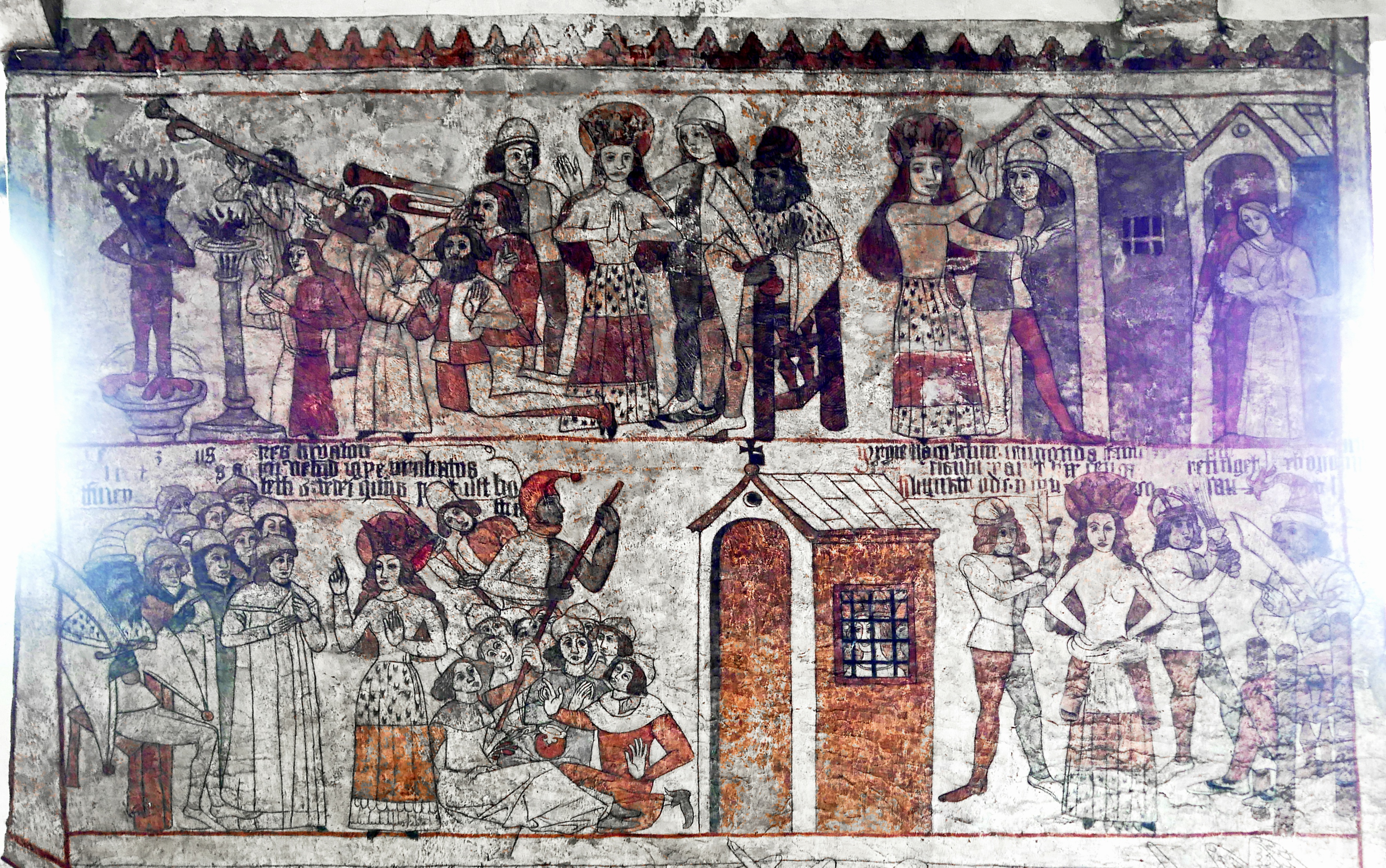
Legende der Heiligen Katharina von Alexandrien (1)
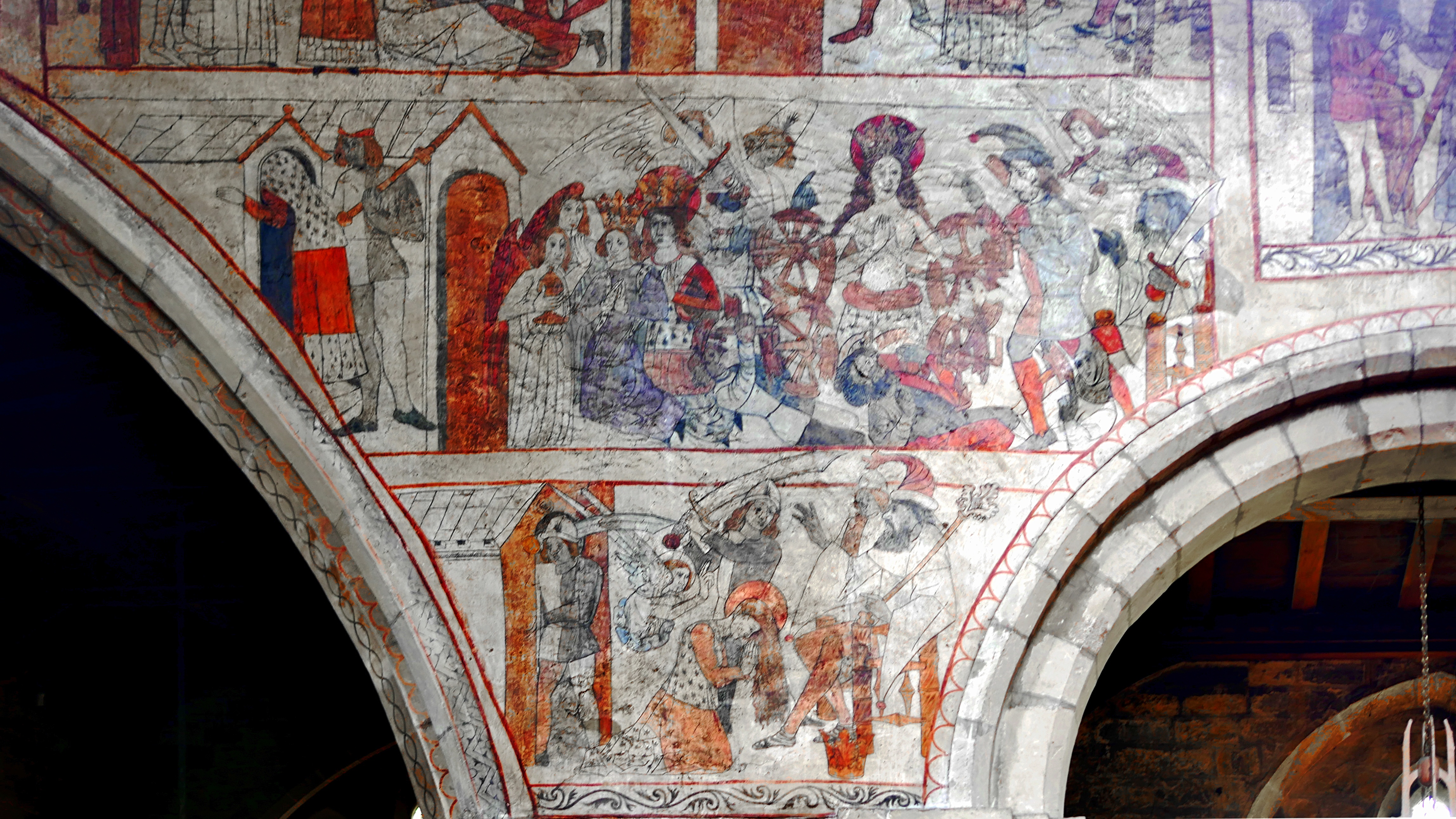
Legende der Heiligen Katharina von Alexandrien (2)
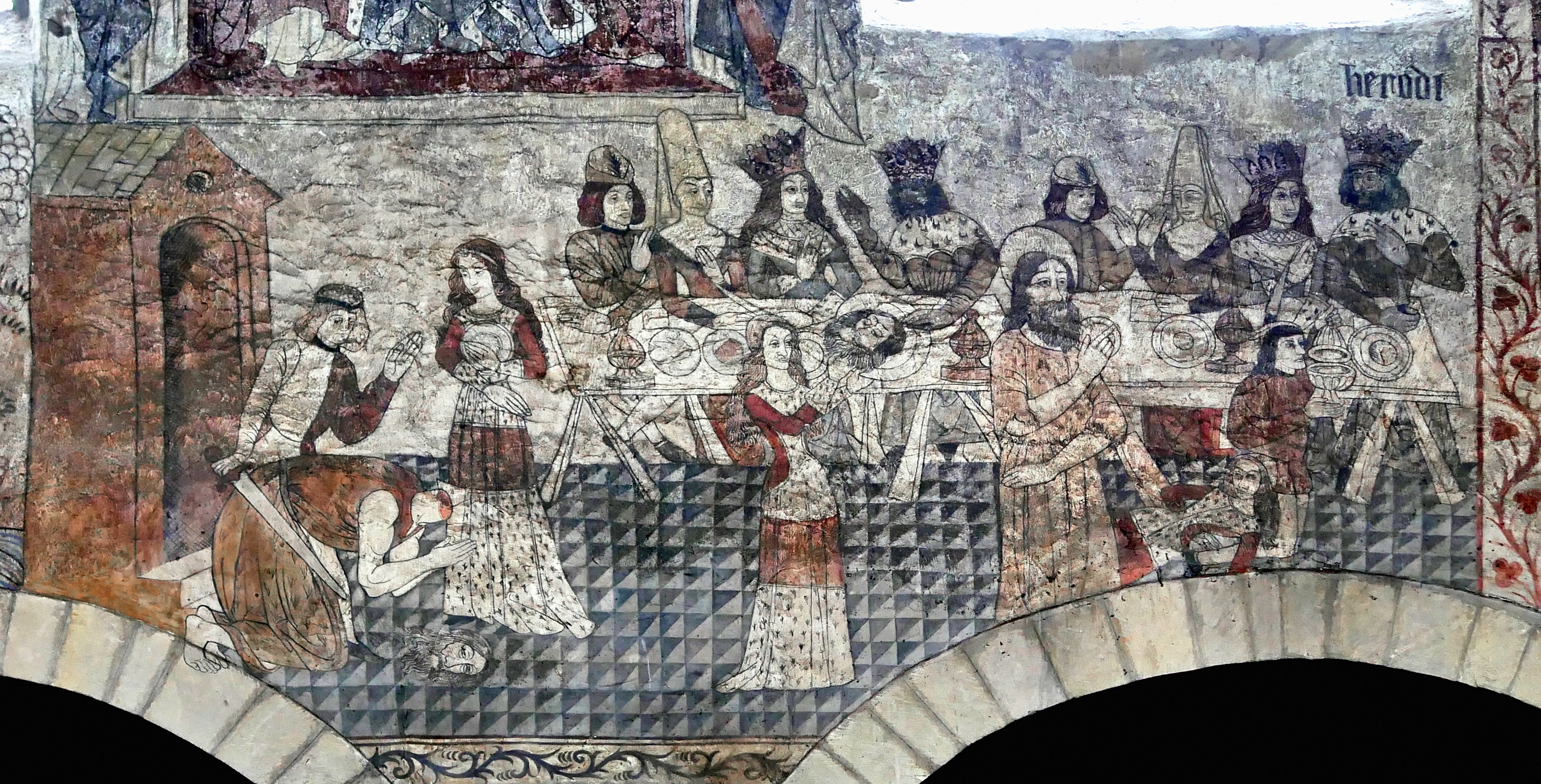
Die Enthauptung von Johannes dem Täufer
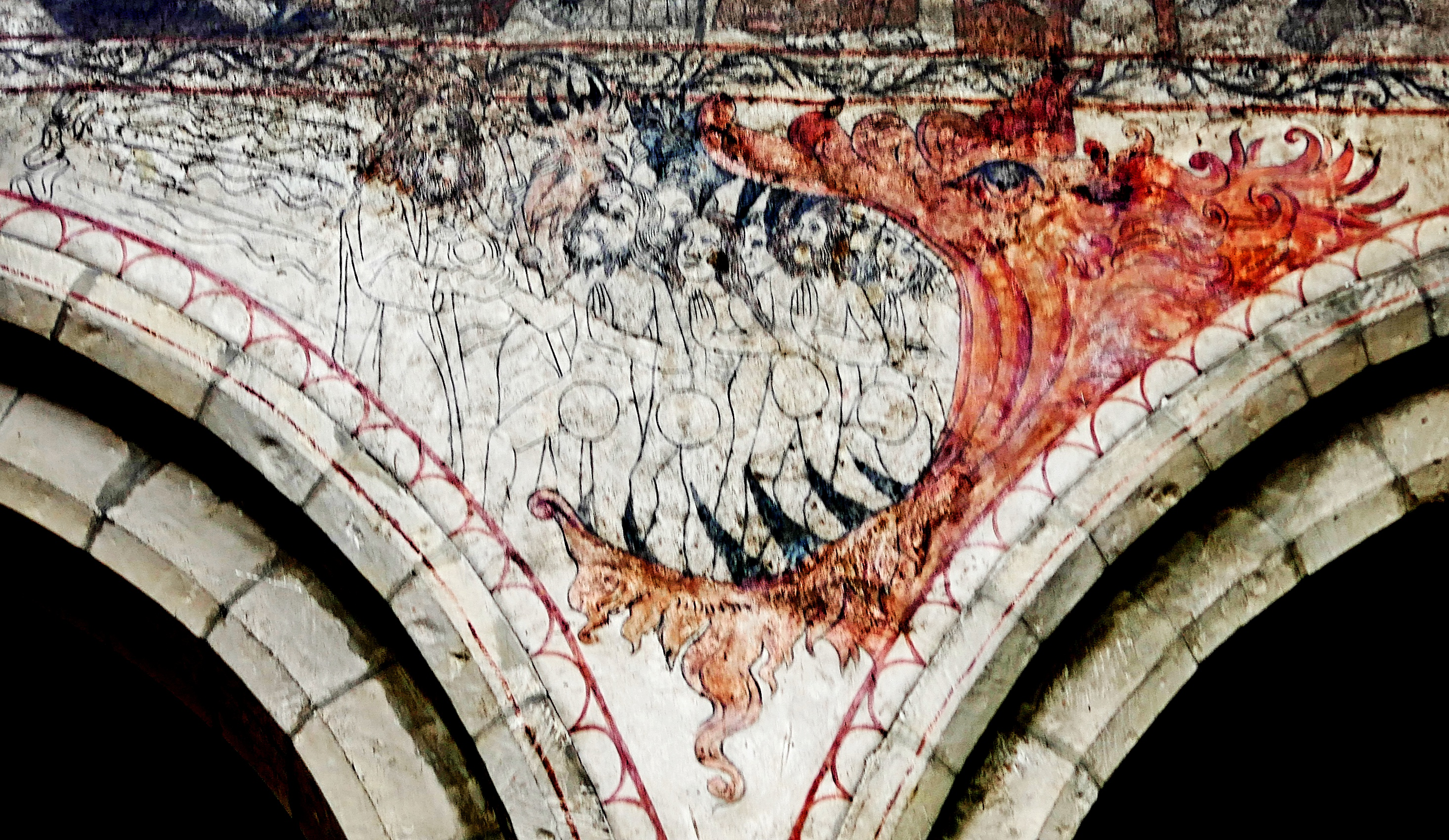
Der Höllenrachen